# Kung Fjalar

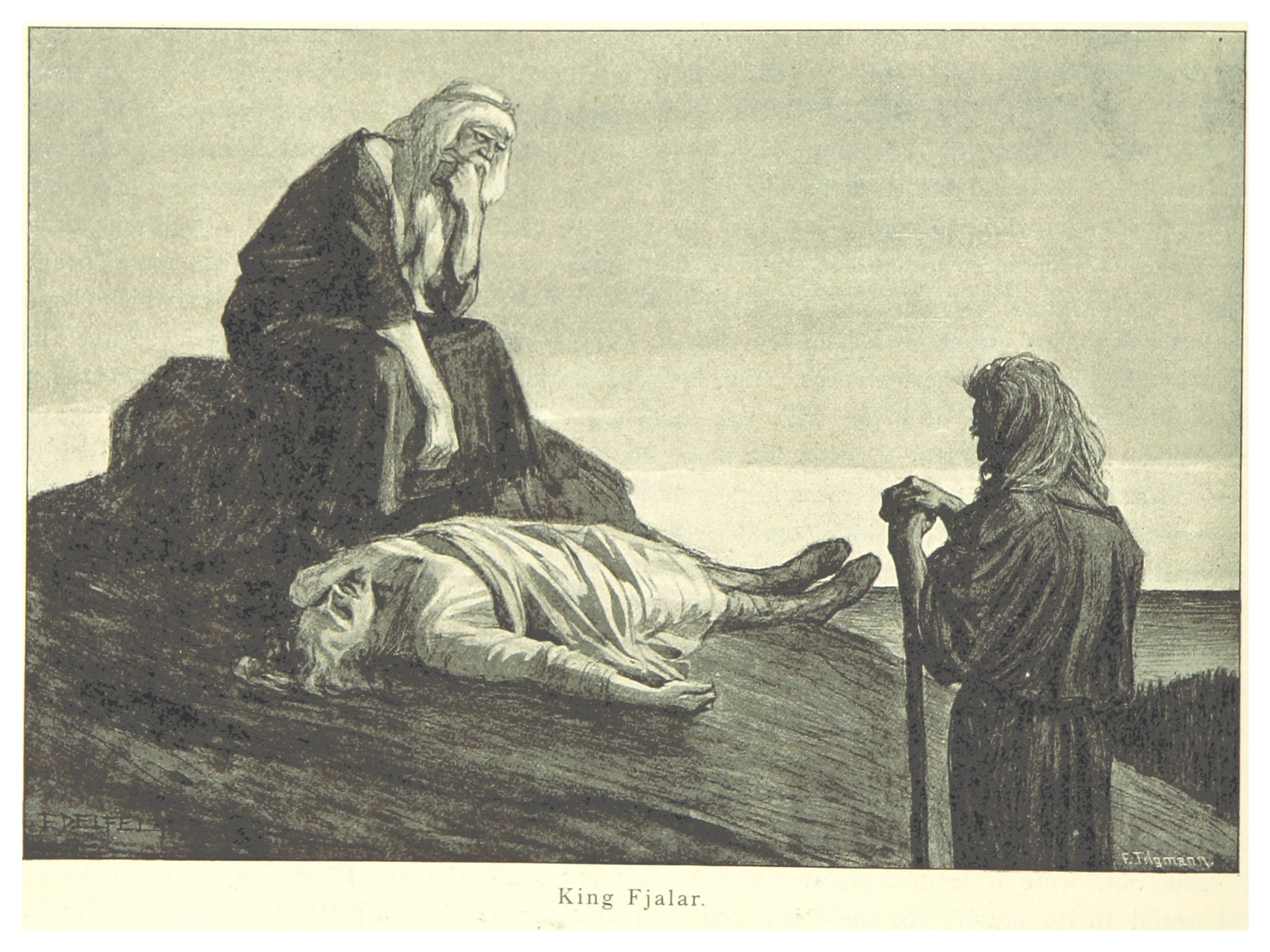
Kung Fjalar, illustration av Albert Edelfelt.

Kung Fjalar, en dikt i fem sånger är ett episkt diktverk av Johan Ludvig Runeberg som först utkom på svenska 1844. Verket är influerat av Oidipusmyten och romantikens hjältedikter, såsom Esaias Tegnérs Frithiofs Saga och James Macphersons Ossians sånger.

## Handling
Dikten utspelar sig under vikingatiden. Den segerrike fursten Fjalar, som endast litar på sin egen viljas kraft, blir på höjden av makt och ära spådd av en siare att han 
| ” | skall se en dag, när fläckad av brott hans ätt slocknar i blygd, hans son, den ende, sluter som brud sin syster i eldad famn. | „ |

Detta försöker Fjalar förhindra genom att offra sin älskade dotter och låta sänka henne i havet. Så går tiden, och Fjalar blir gammal och skröplig, men hans son Hjalmar vinner rykte genom krigiska stordåd. Nu är han på hemväg efter att ha segrat över andra kungasöner och för med sig den sköna kungadottern Oihonna som segerpris och brud. Stolt väntar honom hans gamle far, som nu lovar att döda siaren för dennes lögnaktiga förutsägelse. Men siaren ber kungen att vänta med hämnden tills Hjalmar nått hemlandet.
Knappt har dessa ord uttalats förrän Hjalmar uppenbarar sig och berättar om sitt olycksöde: hans brud, den sköna Oihonna, har visat sig vara hans syster. Som liten flicka hade hon blivit räddad av en fredlös rövare och sedan upptagits som fosterdotter hos den kung vars söner Hjalmar nyss besegrat. I sin blygsel ville hon dö för Hjalmars hand, och så har också skett.
Hjalmar begår nu självmord, och då måste Fjalar erkänna sig besegrad av högre makter:
| ” | ’Er är segern’, talte han, ’höge gudar! Jag är straffad vorden, jag prövat er. Vad är mänskan, att mot er hon stormar! Stjärnor like, i onådd rymd len I genom molnen av jordens öden, dem i lek en fläkt av er vilja styr.’ | „ |

Sedan tar också Fjalar sitt liv med svärdet, blandande sitt blod med sonens.